# Serina
Pour les articles homonymes, voir Serina (homonymie).
Serina est une commune italienne de la province de Bergame, dans la région Lombardie.

## Administration
| Période                                  | Période | Identité | Étiquette | Qualité |
| ---------------------------------------- | ------- | -------- | --------- | ------- |
|                                          |         |          |           |         |
| Les données manquantes sont à compléter. |         |          |           |         |

### Hameaux
Corone, Lepreno, Bagnella, Valpiana

### Communes limitrophes
Algua, Cornalba, Costa di Serina, Dossena, Oltre il Colle, Roncobello, San Pellegrino Terme